# Status non-belligerent
Status non-belligerent (ang. "nie wojujący") – kategoria polityczna oznaczająca państwo, które nie bierze bezpośredniego udziału w wojnie, ale popiera jedną ze stron konfliktu politycznie bądź materialnie, np. dostarczając sprzęt wojenny.
Termin wprowadzony przez Benito Mussoliniego (wł. nonbelligeranzza) na początku II wojny światowej.
W roli takiego państwa występowały m.in. Stany Zjednoczone, opowiadając się w latach 1939–1941 po stronie aliantów, ZSRR 1939-41 po stronie III Rzeszy, Włochy w latach 1939–1940 i Hiszpania w latach 1939–1943 – po stronie III Rzeszy, Szwecja po stronie Finlandii w wojnie zimowej 1939–1940, Stany Zjednoczone po stronie Wielkiej Brytanii w wojnie o Falklandy w 1982 roku, czy Holandia popierająca Stany Zjednoczone w wojnie w Iraku w 2003 roku.
Status non-belligerent nie występuje jako osobna kategoria prawna. Państwo neutralne nie jest zobowiązane utrudniać eksport lub tranzyt broni, amunicji i sprzętu na koszt którejkolwiek z walczących stron, jednak wszelkie zarządzenia ograniczające lub wzbraniające powinny być równomiernie stosowane względem wszystkich stron konfliktu.
Wcześniej w podobnym znaczeniu używano terminów "życzliwa neutralność" i "czynna współpraca".
Sojusz Trzech Cesarzy w art. 2 "w wypadku, gdyby jedna z Wysokich Układających się Stron znalazła się w stanie wojny (fr. se trouverait en guerre) z czwartym Wielkim Mocarstwem, dwie pozostałe będą zachowywać w stosunku do niej życzliwą neutralność i dołożą starań celem zlokalizowania zatargu".
Dwuprzymierze zobowiązywało Cesarstwo Niemieckie i Austro-Węgry do wzajemnej pomocy wszystkimi siłami w razie napaści na któreś z nich przez Imperium Rosyjskie. Atak ze strony innego państwa obligował sprzymierzeńca do przynajmniej "życzliwej neutralności" (fr. neutralité bienveillante), do przystąpienia do wojny zaś gdy napastnik był wsparty przez Rosję w drodze "czynnej współpracy" (fr. coopération active) lub poczynienia zarządzeń wojskowych zagrażających napadniętemu. "Czynna współpraca" wyraźnie rozumiana była jako działanie inne niż bezpośredni udział w wojnie.
Sojusz francusko-rosyjski (1892) obligował każdą ze stron do wojny w razie agresji na którąś z nich ze strony Niemiec. Casus foederis zachodził także przy agresji Włoch na Francję lub Austro-Węgier na Rosję, w obu przypadkach przy wsparciu Niemiec. "Wsparcie" (fr. soutenue) musiało by być czymś odmiennym od przystąpienia jako strona walcząca, inaczej warunek sformułowano by np. w razie napaści ze strony Rzeszy powziętej samodzielnie lub w sojuszu z innym państwem czy grupą państw.
Związek bałtycki projektowany w okresie międzywojennym w art. 7 porozumienia z 17 marca 1922 między Polską, Łotwą, Estonią i Finlandią, w razie niezawinionego napadu na jedną ze stron, zobowiązywał pozostałe strony do zachowania życzliwej postawy (attitude bienveillante) wobec państwa napadniętego i uzgodnienia między nimi, jakie  konieczne środki należy przedsięwziąć.
Rezolucja Zgromadzenia Ogólnego ONZ nr 3314 z 14 grudnia 1974 w art. 3 f) zalicza do agresji udostępnienie przez państwo swego terytorium innemu państwu w celu dokonania agresji przeciwko państwu trzeciemu, bez konieczności udziału w walce przez państwo udostępniające.